# La niña del gato
 La niña del gato  es una película en blanco y negro de Argentina dirigida por Román Viñoly Barreto sobre su propio guion escrito en colaboración con Alberto Etchebehere que se estrenó el 23 de abril de 1953 y que tuvo como protagonistas a Adrianita, Adolfo Stray, Enrique Chaico y Hugo Lanzillotta. Además, Alberto Etchebehere colaboró en el encuadre.
Por su actuación en esta película Adrianita fue galardonada con un premio a la mejor actriz de reparto en 1954.[cita requerida]

## Sinopsis
Una niña delinque obligada primero por su padre y luego por unos malhechores.

## Reparto
- Adrianita …Nonó
- Adolfo Stray …Samuel Gorenstein
- Enrique Chaico …Padre de Nonó
- Hugo Lanzillotta …Daniel
- Beba Bidart …Olga
- Ernesto Bianco …Sr. Salas
- Susana Campos …María Elena
- Luis Mora …Sr. Campos
- Alberto Barcel …Sacerdote
- Fausto Padín …Chofer
- Luis de Lucía
- Carlos Cotto …Reducidor
- María Ferez
- Fernando Campos
- Adolfo Meyer
- Sergio Malbrán …Empleado en joyería
- Carlos Morasano …Portero
- Osvaldo Bruzzi
- Miguel Leporace
- Juan C. Dorrego
- Patricia de Cueto
- Enrique Núñez
- José Huesca
- Nelly Santamarina
- Elena Lionetti

## Comentarios
La crónica de la película en La Prensa dijo:

”las cámaras se mueven en escenarios naturales…Podrá parecer frustrado el propósito emotivo…pero es la hegemonía de lo técnico sobre lo humano.”

Por su parte Manrupe y Portela escriben:

”El que a priori podría ser el típico asunto para lucimiento de una estrella infantil, es en definitiva un buen ejercicio artesanal.”